# Esplanade André-Tollet
L' esplanade André-Tollet est une voie récente du 3e, 10e et 11e arrondissement de Paris.

## Situation et accès
Cette esplanade est située sur la partie centrale de la place de la République.

## Origine du nom
Elle rend hommage à André Tollet (1913-2001), dirigeant syndicaliste français, résistant et président du comité départemental de Libération.

## Historique
L'esplanade a été inaugurée le 1er juillet 2013,, en remplacement de l'ancien square André-Tollet, supprimé lors du réaménagement de la place de la République.